# Alsafi
Alsafi, známá také jako Sigma Draconis (σ Draconis), je hvězda v souhvězdí Draka vzdálená přibližně 18,8 světelných let od Slunce. Jedná se o žlutého trpaslíka spektrální třídy K0V. Alsafi má přibližně 43 % jasnosti Slunce.

## Vlastnosti
Alsafi je menší a chladnější než Slunce – její hmotnost dosahuje přibližně 84 % hmotnosti Slunce, její průměr je 77 % slunečního průměru a její teplota je 5315 K. Stáří hvězdy se odhaduje na 4,7 miliardy let, což je srovnatelné s věkem Slunce. Hvězda nevykazuje žádné známky přítomnosti exoplanet nebo disku prachu a plynů, který by mohl naznačovat existenci planetárního systému.
Alsafi patří mezi hvězdy s vysokým vlastním pohybem. Za rok se na obloze posune o přibližně 1,835 úhlových vteřin.
Sigma Draconis má mírně excentrickou oběžnou dráhu kolem středu Mléčné dráhy, s hodnotou excentricity 0,30.

## Hvězdy v okolí
Sigma Draconis je jednou z nejbližších hvězd Slunci. Nachází se v oblasti prostoru, kde se nachází další blízké hvězdy, jako jsou Epsilon Eridani, Tau Ceti a Prokyon.

## Název
Název „Alsafi“ pochází z arabského slova Athāfi, což znamená „trojnožka“ a odkazuje na tradiční trojnožky používané v arabských kuchyních. Ve starověké arabské astronomii bylo toto označení vztahováno na tři hvězdy: Sigmu Draconis, Tau Draconis a Ypsilon Draconis. Mezinárodní astronomická unie (IAU) oficiálně schválila jméno „Alsafi“ pro Sigmu Draconis v roce 2017.

## Hvězda v kultuře
Sigma Draconis je zmíněna ve science fiction románu Muž v labyrintu od Roberta Silverberga, kde je popisována jako domovská hvězda pro vyspělou civilizaci. Hvězda byla rovněž zvažována jako potenciální cíl pro výzkum exoplanet pomocí programů, jako je Terrestrial Planet Finder a Space Interferometry Mission, které byly však pozastaveny.